# Hereford and Worcester
Hereford and Worcester – dawne hrabstwo administracyjne (niemetropolitalne) w Anglii, istniejące od 1 kwietnia 1974 do 1 kwietnia 1998, powstałe z połączenia hrabstw Herefordshire i Worcestershire.

## Podział administracyjny
Hrabstwo Hereford and Worcester podzielone było na sześć dystryktów:
1. Wyre Forest
2. Bromsgrove
3. Redditch
4. Wychavon
5. Worcester
6. Malvern Hills
7. Leominster
8. Hereford
9. South Herefordshire(inne języki)